# Década de 1030
Séculos: (Século X - Século XI - Século XII)
Décadas: 980 990 1000 1010 1020 - 1030 - 1040 1050 1060 1070 1080
Anos: 1030 - 1031 - 1032 - 1033 - 1034 - 1035 - 1036 - 1037 - 1038 - 1039